# Steenvoorde (natuurgebied)
Steenvoorde is een natuurgebied in de Belgische gemeente Ternat. Het gebied wordt beheerd door Natuurpunt.

## Algemene info
Het natuurgebied Steenvoorde maakt deel uit van de relatief weinig beboste vallei van de Bellebeek-Steenvoordbeek. Het natuurgebied zelf bestaat uit een iets grotere bebossing, met enkele oudere bossen. Omwille van enkele populierenaanplanten biedt de vallei een vrij gesloten landschap. De weides in deze beekvallei liggen op zware gronden. Vanuit landbouwoogpunt werden daarom veel sloten aangelegd om de afwatering te verbeteren. Ook zijn er veel natte ruigten en nog een aantal kleine moerassen te vinden.
Het gebied is vrij toegankelijk op de paden.